# Список дипломатических миссий Германии

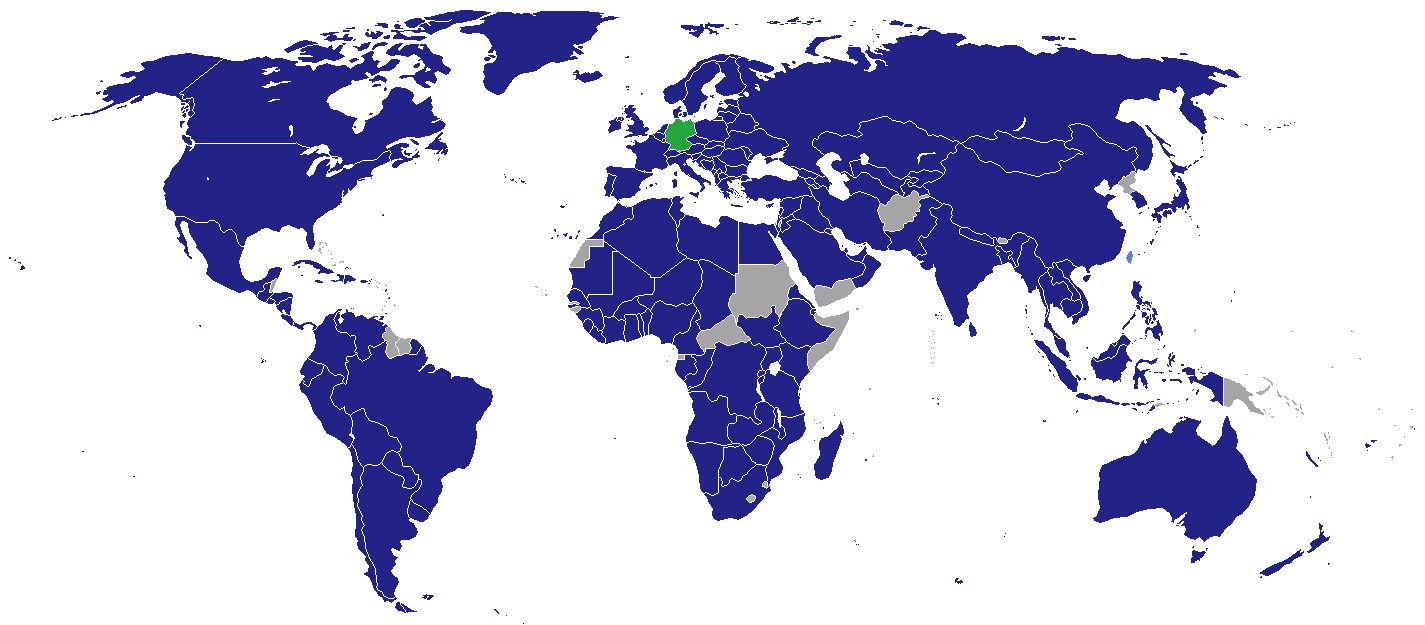

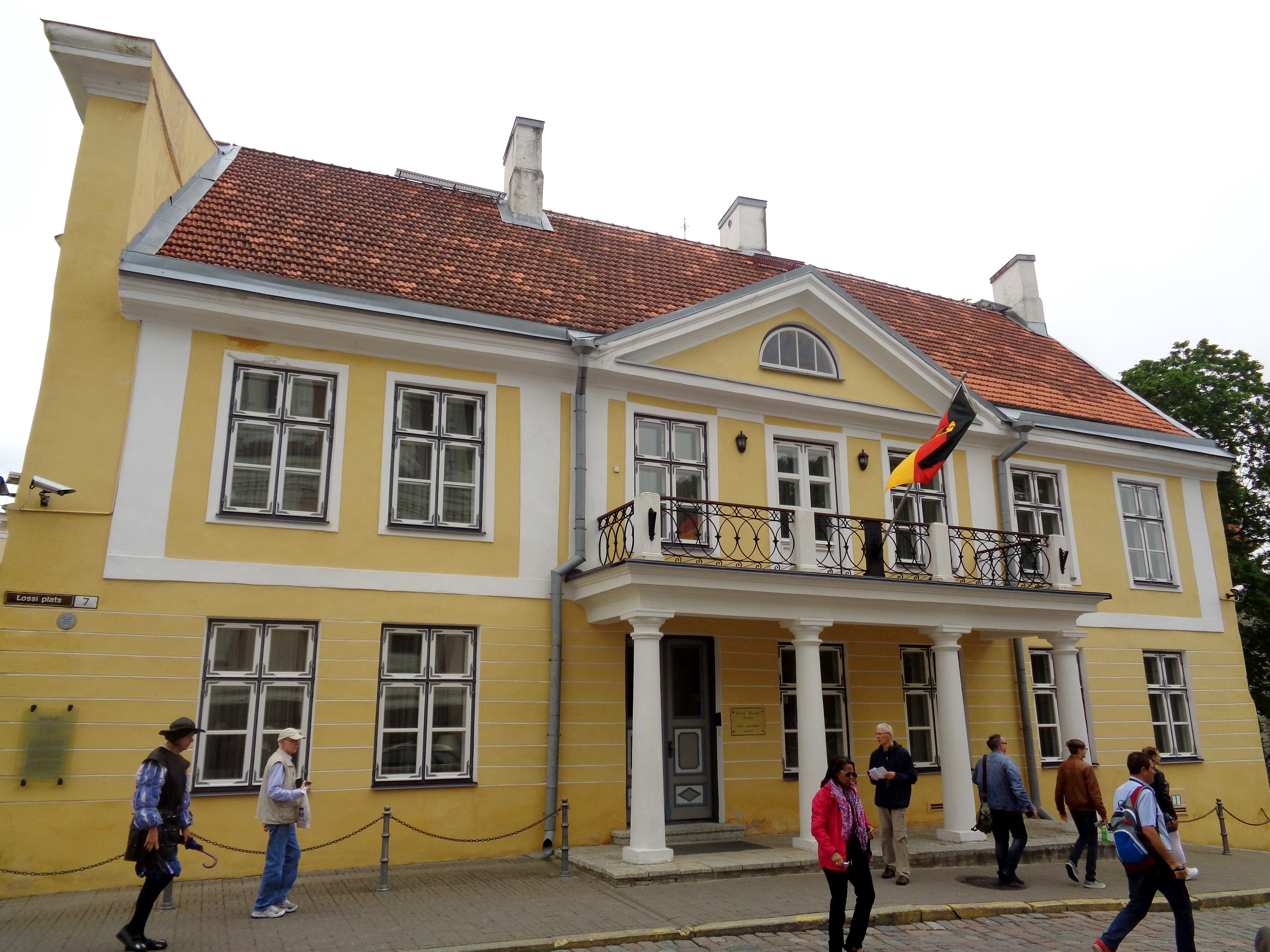
Посольство Германии в Эстонии (Таллин)

## Историческая справка
В 1874 году Германская империя имела лишь четыре постоянных посольства за рубежом — в Лондоне, Париже, Санкт-Петербурге и Вене. К 1914 году ею были открыты посольства также в Константинополе, Риме, Мадриде, Вашингтоне и в Токио. В настоящее время Германия обладает широкой сетью дипломатических представительств в различных районах мира — это 228 миссий, в том числе 148 посольств, 60 генеральных консульств и консульств, 12 постоянных представительств и 8 прочих представительств.
В 1975 году посольство ФРГ в Стокгольме было захвачено террористами, взявшими там заложников.

## Европа
- Албания, Тирана (посольство)
- Азербайджан, Баку (посольство)
- Австрия, Вена (посольство)
- Армения, Ереван (посольство)
- Белоруссия, Минск (посольство)
- Бельгия, Брюссель (посольство)
- Босния и Герцеговина, Сараево (посольство)
  - Баня-Лука (представительство)
- Болгария, София (посольство)
- Хорватия, Загреб (посольство)
- Чехия, Прага (посольство)
- Кипр, Никосия (посольство)
- Дания, Копенгаген (посольство)
- Эстония, Таллин (посольство)
- Финляндия, Хельсинки(посольство)
- Франция  Монако Париж (посольство)
  - Бордо (генеральное консульство)
  - Лион (генеральное консульство)
  - Марсель (генеральное консульство, также для Монако)
  - Страсбург (генеральное консульство)
- Греция, Афины (посольство)
  - Салоники (генеральное консульство)
- Грузия, Тбилиси (посольство)
- Ватикан (посольство)
- Венгрия, Будапешт (посольство)
- Исландия, Рейкьявик (посольство)
- Ирландия, Дублин (посольство)
- Италия, Рим (посольство)
  - Милан (генеральное консульство)
  - Неаполь (генеральное консульство)
- Косово, Приштина (посольство)
- Латвия, Рига (посольство)
- Литва, Вильнюс (посольство)
- Люксембург, Люксембург (посольство)
- Македония, Скопье (посольство)
- Мальта, Валлетта (посольство)
- Молдова, Кишинёв (посольство)
- Черногория, Подгорица (посольство)
- Нидерланды, Гаага (посольство)
  - Амстердам (генеральное консульство)
- Норвегия, Осло (посольство)
- Польша, Варшава (посольство)
  - Краков (генеральное консульство)
  - Вроцлав (генеральное консульство)
  - Гданьск (генеральное консульство)
  - Ополе (представительство)
- Португалия, Лиссабон (посольство)
  - Опорто (генеральное консульство)
- Румыния, Бухарест (посольство)
  - Тимишоара (представительство)
  - Сибиу (генеральное консульство)
- Россия, Москва (посольство)
  - Санкт-Петербург (генеральное консульство)
  - Екатеринбург (генеральное консульство)
  - Новосибирск (генеральное консульство)
  - Калининград (генеральное консульство)
- Сербия, Белград (посольство)
- Словакия, Братислава (посольство)
- Словения, Любляна (посольство)
- Испания, Мадрид (посольство)
  - Барселона (генеральное консульство)
  - Лас-Пальмас (представительство)
  - Малага (генеральное консульство)
  - Пальма-де-Мальорка (представительство)
- Швеция, Стокгольм (посольство)
- Швейцария,  Лихтенштейн Берн (посольство)
- Украина, Киев (посольство)
  - Львов (представительство)
  - Одесса (представительство)
  - Харьков (представительство)
- Великобритания, Лондон (посольство)
  - Эдинбург (генеральное консульство)
- Турция Анкара (посольство)
  - Стамбул ((генеральное консульство))
  - Измир (генеральное консульство)
  - Анталья (представительство)

## Америка
- Канада, Оттава (посольство)
  - Монреаль (генеральное консульство)
  - Торонто (генеральное консульство)
  - Ванкувер (генеральное консульство)
- Коста-Рика, Сан-Хосе (посольство)
- Куба, Гавана (посольство)
- Доминиканская республика, Санто-Доминго (посольство)
- Сальвадор, Сан-Сальвадор (посольство)
- Гватемала, также Белиз, Гватемала (посольство)
- Гаити, Порт-о-Пренс (посольство)
- Гондурас, Тегусигальпа (посольство)
- Ямайка, также Багамские Острова, Острова Кайман, Теркс и Кайкос, Кингстон (посольство)
- Мексика, Мехико (посольство)
- Никарагуа, Манагуа (посольство)
- Панама, Панама (посольство)
- Сент-Люсия, Кастри (посольство)
- Тринидад и Тобаго, а также Антигуа и Барбуда, Барбадос, Гайана, Доминика, Суринам, Гренада, Ангилья, Монтсеррат, Сент-Винсент и Гренадины, Британские Виргинские острова, Порт-оф-Спейн (посольство)
- США, Вашингтон (посольство)
  - Атланта (генеральное консульство)
  - Бостон (генеральное консульство)
  - Чикаго (генеральное консульство)
  - Хьюстон (генеральное консульство)
  - Лос-Анджелес (генеральное консульство)
  - Майями (генеральное консульство)
  - Нью-Йорк (генеральное консульство)
  - Сан-Франциско (генеральное консульство)
- Аргентина, Буэнос-Айрес (посольство)
- Боливия, Ла-Пас (посольство)
- Бразилия, Бразилиа (посольство)
  - Рио-де-Жанейро (генеральное консульство)
  - Сан-Паулу (генеральное консульство)
  - Ресифи (генеральное консульство)
  - Порту-Алегри (генеральное консульство)
- Чили, Сантьяго (посольство)
- Колумбия, Богота (посольство)
- Эквадор, Кито (посольство)
- Парагвай, Асунсьон (посольство)
- Перу, Лима (посольство)
- Уругвай, Монтевидео (посольство)
- Венесуэла, Каракас (посольство)

## Африка
- Алжир, Алжир (посольство)
- Ангола, Луанда (посольство)
- Бенин, Котону (посольство)
- Ботсвана, Габороне (посольство)
- Буркина-Фасо, Уагадугу (посольство)
- Бурунди, Бужумбура (посольство)
- Габон, Либревиль (посольство)
- Гана, Аккра (посольство)
- Гвинея, Конакри (посольство)
- Демократическая Республика Конго, Киншаса (посольство) (также для Республики Конго)
- Египет, Каир (посольство)
- Замбия, Лусака (посольство)
- Зимбабве, Хараре (посольство)
- Камерун, также Экваториальная Гвинея и ЦАР, Яунде (посольство)
- Кения, Найроби (посольство) (также для Сомали и Сейшельских островов)
- Кот д’Ивуар, Абиджан (посольство)
- Либерия, Монровия, (посольство)
- Ливия, Триполи (посольство)
  - Бенгази (представительство)
- Мадагаскар, Антананариву (посольство) (также для Маврикия и Коморских Островов)
- Мавритания, Нуакшот (посольство)
- Малави, Лилонгве (посольство)
- Мали, Бамако (посольство)
- Марокко, Рабат (посольство)
- Мозамбик, Мапуту (посольство)
- Намибия, Виндхук (посольство)
- Нигер, Ниамей (посольство)
- Нигерия, Абуджа (посольство)
  - Лагос (генеральное консульство)
- Руанда, Кигали (посольство)
- Сенегал, Дакар (посольство)
- Сьерра-Леоне, Фритаун, (посольство)
- Судан, Хартум (посольство)
- Танзания, Дар-эс-Салам (посольство)
- Того, Ломе (посольство)
- Тунис, Тунис (посольство)
- Уганда, Кампала (посольство)
- Чад, Нджамена (посольство)
- Эритрея, Асмэра (посольство)
- Эфиопия, Аддис-Абеба (посольство) (также для Джибути)
- ЮАР, Претория (посольство) (также для Свазиленда и Лесото)
  - Кейптаун (генеральное консульство)
- Южный Судан, Джуба (посольство)

## Азия
- Бахрейн, Манама (посольство)
- Бангладеш, Дакка (посольство)
- Бруней, Бандар-Сери-Бегаван (посольство)
- Камбоджа, Пномпень (посольство)
- Китай, Пекин (посольство)
  - Чэнду (генеральное консульство)
  - Гуанчжоу (генеральное консульство)
  - Гонконг (генеральное консульство)
  - Шанхай (генеральное консульство)
- Мьянма, Янгон (посольство)
- Индия, Нью-Дели (посольство)
  - Ченнай (генеральное консульство)
  - Калькутта (генеральное консульство)
  - Мумбай (генеральное консульство)
- Индонезия, Джакарта (посольство)
- Иран, Тегеран (посольство)
- Ирак, Багдад (посольство)
  - Эрбиль  (генеральное консульство)
- Израиль, Тель-Авив (посольство)
- Япония, Токио (посольство)
  - Осака (генеральное консульство)
- Иордания, Амман (посольство)
- Казахстан, Астана (посольство)
  - Алматы (представительство)
- КНДР, Пхеньян (посольство)
- Южная Корея, Сеул (посольство)
- Кыргызстан, Бишкек (посольство)
- Кувейт, Эль-Кувейт (посольство)
- Лаос, Вьентьян (посольство)
- Ливан, Бейрут (посольство)
- Малайзия, Куала-Лумпур (посольство)
- Монголия, Улан-Батор (посольство)
- Непал, Катманду (посольство)
- Оман, Маскат (посольство)
- Пакистан, Исламабад (посольство)
  - Карачи (генеральное консульство)
- Филиппины, а также Маршалловы острова, Федеративные Штаты Микронезии и Палау, Манила (посольство)
- , Государство Палестина, Рамаллах (представительство)
- Катар, Доха (посольство)
- Саудовская Аравия, Эр-Рияд (посольство)
  - Джидда (генеральное консульство)
- Сингапур (посольство)
- Шри-Ланка, а также Мальдивские острова, Коломбо (посольство)
- Сирия, Дамаск (посольство)
- Тайвань, Тайбэй (Германский институт в Тайбэе)
- Таджикистан, Душанбе (посольство)
- Таиланд, Бангкок (посольство)
- Туркменистан, Ашхабад (посольство)
- ОАЭ, Абу-Даби (посольство)
  - Дубай (генеральное консульство)
- Йемен, Сана (посольство)
  - Аден (представительство)
- Узбекистан, Ташкент (посольство)
- Вьетнам, Ханой (посольство)
  - Сайгон (генеральное консульство)

## Океания
- Австралия, Канберра (посольство), представляет ФРГ также в таких странах, как Науру, Папуа-Новая Гвинея, Соломоновы Острова и Вануату
  - Сидней (генеральное консульство)
  - Мельбурн (генеральное консульство)
- Новая Зеландия, Веллингтон (посольство), представляет Германию также в таких странах, как Токелау, Ниуэ, острова Кука, Фиджи, Питкэрн, Кирибати, Самоа, Тонга, Тувалу и Американское Самоа.

## Международные организации
- - Брюссель (постоянная миссия при ЕС)
  - Брюссель (постоянная миссия при НАТО)
  - Женева (постоянная миссия при ООН)
  - Страсбург (постоянная миссия при Совете Европы)
  - Женева (постоянная миссия при ВТО)
  - Нью-Йорк (постоянная миссия при ООН)
  - Париж (постоянная миссия при ЮНЕСКО)
  - Рим (делегация при ФАО)
  - Вена (постоянная миссия при учреждениях ООН и ОБСЕ)